# Neeraj Chopra
Neeraj Chopra (Khandra, Distrito de Panipat, Haryana, India, 24 de diciembre de 1997) es un atleta de nacionalidad india. Su especialidad es el lanzamiento de jabalina y en su carrera deportiva ostenta medallas de oro en los Juegos Olímpicos de Tokio 2020, en los Juegos de la Mancomunidad y el campeonato mundial Sub-20. En esta misma categoría posee la marca mundial de la especialidad.

## Trayectoria deportiva
Como la mayoría de jóvenes de la India, Neeraj inició en la práctica del crícket. Sin embargo, cuando tenía catorce años de edad fue inscrito por su tío en la Oficina Deportiva de la India del distrito de Panipat, debido a que —según él—  tenía sobrepeso. En dicho lugar comenzó a adiestrarse en el atletismo, específicamente en la especialidad del lanzamiento de jabalina; y no pasó mucho tiempo para que se animara a hacer carrera en el deporte, por lo que logró ser admitido en el hostal para deportistas del estadio Tau Devi Lal de Panchkula. Pese a que recibía una que otra instrucción, en ese tiempo asumía el entrenamiento por sí solo.
Los éxitos deportivos no tardaron en llegar para el joven Chopra: en el 2012 fue campeón nacional júnior (menores de 16 años); y en el 2013 fue medalla de plata en el campeonato nacional juvenil, año en el que además tomó parte del campeonato mundial juvenil en Donetsk en el que no pasó de la ronda preliminar. En el 2014 superó récords nacionales: la marca juvenil con un tiro de 76,50 m y el júnior con un registro de 81,04 m el 31 de diciembre de 2015.

### Plusmarquista mundial Sub-20
En febrero de 2016, con 19 años cumplidos, asistió a los Juegos de Asia del Sur en su propio país donde se hizo de la medalla de oro que igualó el récord nacional con un lanzamiento de 82,23 m el cual se mantendría como la mejor marca del año Sub-20. Con dichos antecedentes, ya bajo la dirección del entrenador australiano Garry Calvert, se presentó al campeonato mundial Sub-20 en Bydgoszcz donde fue una de las figuras del evento al superar el récord mundial de la categoría con un tiro de 86,48 m, por lo que se convirtió además en el primero de nacionalidad india en alzarse con un título atlético mundial para menores.

### Temporada 2017
En el año 2017 Chopra inició su preparación para su debut en un campeonato del mundo. Consiguió la marca para asistir a dicho evento en el mes de abril durante el Grand Prix de Asia de Jiaxing con un tiro de 83,32 m. Asimismo, en julio ganó la medalla de oro del campeonato asiático con un lanzamiento de 85,23 m, nuevo récord de campeonato, y también asistió a dos reuniones de la Liga de Diamante: en París obtuvo el quinto puesto con una marca de 84,67 m, y en Mónaco fue séptimo con un registro de 78,92 m. 
En Londres, donde se celebró el certamen mundial, participó en la prueba junto a su compatriota Davinder Singh Kang  quien logró clasificar a la final, en la que se ubicó en el 12º puesto; mientras que el joven Chopra quedó relegado en la etapa de clasificación en la que fue 15º con una marca de 82,26 m. Posteriormente, en Zúrich, tomó parte de la final de la prueba por la Liga de Diamante en la que se ubicó en el séptimo puesto con un lanzamiento de 83,80 m.

### Temporada 2018
Chopra inició con éxito el 2018 al ganar la medalla de oro en los Juegos de la Mancomunidad de Gold Coast. Con un lanzamiento de 86,47 m, en su cuarto intento, se convirtió en el cuarto atleta de nacionalidad india en conquistar un primer puesto en el atletismo en la historia de dicho evento. Para el 28 de agosto, en los Juegos Asiáticos de Yakarta y Palembang, también logró la medalla de oro, la primera para un indio en el lanzamiento de jabalina en la historia de la justa con un lanzamiento de 88,06 m, nueva marca personal y récord nacional. Al momento de la premiación, Chopra fue el centro de atención cuando abrazó a los otros medallistas, especialmente al paquistaní Arshad Nadeem, ya que ambos representaban a dos naciones con historial de conflictos. Tuvo además tres participaciones en la fase de clasificación de la Liga de Diamante, y participó en la final de Zúrich donde logró el cuarto puesto con una marca de 85,73 m. Se estrenó además en la copa continental, y en representación del equipo Asia-Pacífico ocupó el sexto lugar con un tiro de 80,24 m.
Sin embargo, en mayo de 2019 fue sometido a una operación en su codo derecho por lo que no compitió en el resto del año.

## Vida privada
Chopra creció en el área rural de la villa de Khandar, en el Distrito de Panipat, estado de Haryana. Su padre es granjero y su madre ama de casa. Tiene dos hermanas menores. El 2017 obtuvo una plaza en las Fuerzas Armadas de India que le sirve para sostener a su familia.

## Marcas personales
| Prueba                  | Marca   | Lugar         | Fecha      |
| ----------------------- | ------- | ------------- | ---------- |
| Lanzamiento de jabalina | 88,07 m | Patiala (IND) | 05/03/2021 |